# Lunca Bradului
Lunca Bradului – wieś w Rumunii, w okręgu Marusza, w gminie Lunca Bradului. W 2011 roku liczyła 1455 mieszkańców.